# Charmosyna diadema
Il lorichetto della Nuova Caledonia (Charmosyna diadema (Verreaux e Des Murs, 1860)) è un uccello della famiglia Psittaculidae.

## Descrizione
Questo lorichetto ha taglia attorno ai 18 cm, piumaggio generale verde ed è caratterizzato da fronte gialla, corona blu, gola e guance gialle, calzoni blu, sottocoda rossastro.

## Distribuzione e habitat
È endemico della Nuova Caledonia; era dato per estinto fin dal 1859, ma nel 1976 fu segnalata una piccola popolazione che probabilmente ancora vive nelle foreste nebbiose dei monti Panié, Humboldt e del massiccio del Kouakoué.